# Sharpless-Epoxidierung

Sharpless-Epoxidierung: Die absolute Konfiguration des Produkts ist abhängig von der Konfiguration des Weinsäurediethylesters (DET), die die Angriffsseite der Epoxidierung (Si/Re – siehe Prochiralität) bestimmt

Die Sharpless-Epoxidierung, auch Sharpless-Katsuki-Epoxidierung (im Englischen oft abgekürzt als SAE für Sharpless Asymmetric Epoxidation) ist eine Namensreaktion in der organischen Synthese-Chemie. Sie gehört zur Gruppe der katalytisch asymmetrischen Reaktionen. Ausgehend von prochiralen Verbindungen kann selektiv nur ein Enantiomer des Produktes gebildet werden; es handelt sich um eine enantio- und diastereoselektive Reaktion. Die Reaktion liefert 2,3-Epoxyalkohole aus Allylalkoholen. Diese Produkte enthalten sowohl Epoxid- als auch Alkoholgruppen und können als Startmaterialien für die Synthese zahlreicher weiterer Stoffe dienen.
Barry Sharpless erhielt für die Erforschung asymmetrischer Oxidationsreaktionen im Jahr 2001 den Nobelpreis für Chemie, welchen er sich mit William S. Knowles und Ryoji Noyori teilte.

## Reaktionsbedingungen
Typischerweise wird die Sharpless-Epoxidierung bei −78 °C in Dichlormethan durchgeführt. Das Substrat ist ein primärer oder sekundärer Allylalkohol. Das oxidierende Agens ist ein Hydroperoxid, meistens das tert-Butylhydroperoxid. Der Komplex, der die Stereoselektivität induziert, bildet sich aus in katalytischen Mengen zugesetztem Tetraisopropylorthotitanat (Titan(IV)-isopropoxid, 5 bis 10 mol %) und enantiomerenreinen Weinsäurediethylester (Diethyltartrat [DET], 6 bis 12 mol %). Spuren von Wasser können mit dem Katalysator reagieren und diesen desaktivieren.  Der Zusatz von Molekularsieb (3 oder 4 Å) kann somit die eingesetzte Katalysatormenge verringern.

## Mechanismus

Übergangszustand bei der Sharpless-Epoxidierung mit (R,R)-DET

Die enantioselektive Epoxidierung verläuft ausgehend von einem prochiralen Edukt (Allylalkohol) mit Hilfe eines chiralen Katalysators, bestehend aus DET und Titan(IV)-isopropylat (Titantetraisopropoxid). Eine prochirale Verbindung besitzt eine Symmetrieebene (hier: planare Umgebung der Doppelbindung) mit nicht identischer Ober- und Unterseite. Die Seiten werden mit den Deskriptoren Re/Si (lat. rectum "rechts" und lat. sinistrum "links") gekennzeichnet. Die Zuordnung erfolgt anhand der Regeln der CIP-Konvention. Durch die asymmetrische Addition an die Doppelbindung können aus einem prochiralen Edukt verschiedene chirale Produkt entstehen.
Im Rahmen der Reaktion wird zunächst aus Titan(IV)-isopropylat und dem optisch aktiven Weinsäurediethylester, im Bildbeispiel rechts (R,R), bzw. L-(+)-DET, der als Dimer vorliegende chirale Katalysator generiert, wobei zwei Äquivalente Isopropanol freigesetzt werden. Die verbliebenen Isopropanolat-Reste können durch das Oxidationsmittel (tert-Butylhydroperoxid) und den Allylalkohol substituiert werden. Durch die Koordination des chiralen Weinsäureesters entsteht dementsprechend ein chiraler Komplex, der das gebundene Titan(IV)-Ion, den Allylalkohol und das Epoxidierungsreagenz sowie die restlichen Isopropanolat-Liganden beinhaltet. Aus der unterschiedlichen Anordnung der Liganden in der Koordinationssphäre ergeben sich mehrere Möglichkeiten für die Geometrie des Komplexes und damit für den Übergangszustand der Epoxidierungsreaktion. Röntgenversuche unterstützen das Modell, in welchem eine η2-Koordination des Peroxid-Liganden am Metallzentrum in angenommen wird. Der somit sterisch anspruchsvolle Peroxid-Ligand besetzt bevorzugt die Koordinationsstellen in äquatorialer und axialer Position, in denen die sterische Wechselwirkung mit den benachbarten Ester-Gruppen der DET-Liganden am geringsten ist (siehe rechte Struktur in Abb.). Der Allylalkohol bindet in der gegenüberliegenden axialen Position an das Metall, sodass durch Orbitalwechselwirkung eine Übertragung des proximalen Peroxid-Sauerstoff-Atoms in der äquatorialen Ebene auf die Doppelbindung möglich ist. Die bevorzugte Geometrie des Komplexes bedingt also, neben stereoelektronischen Faktoren, maßgeblich die ausgeprägte Enantioselektivität der Epoxidierung (häufig: >90% ee). Das Titan(IV)-Ion nimmt neben der Bereitstellung des Reaktionszentrums die Rolle einer Lewis-Säure ein. Durch die koordinative Bindung der Sauerstoff-Atome des Peroxid-Liganden wird Elektronendichte auf das Metall-Ion übertragen, wodurch die Elektrophilie der Sauerstoff-Atome gesteigert wird bzw. der Peroxid-Ligand aktiviert wird. Nach wässriger Aufarbeitung (Hydrolyse des Komplexes) wird bei der Verwendung von (R,R)-DET das (2S)-Epoxid sowie tert-Butanol erhalten. Alternativ gelangt man zum (2R)-Epoxid durch Verwendung von (S,S)-DET.

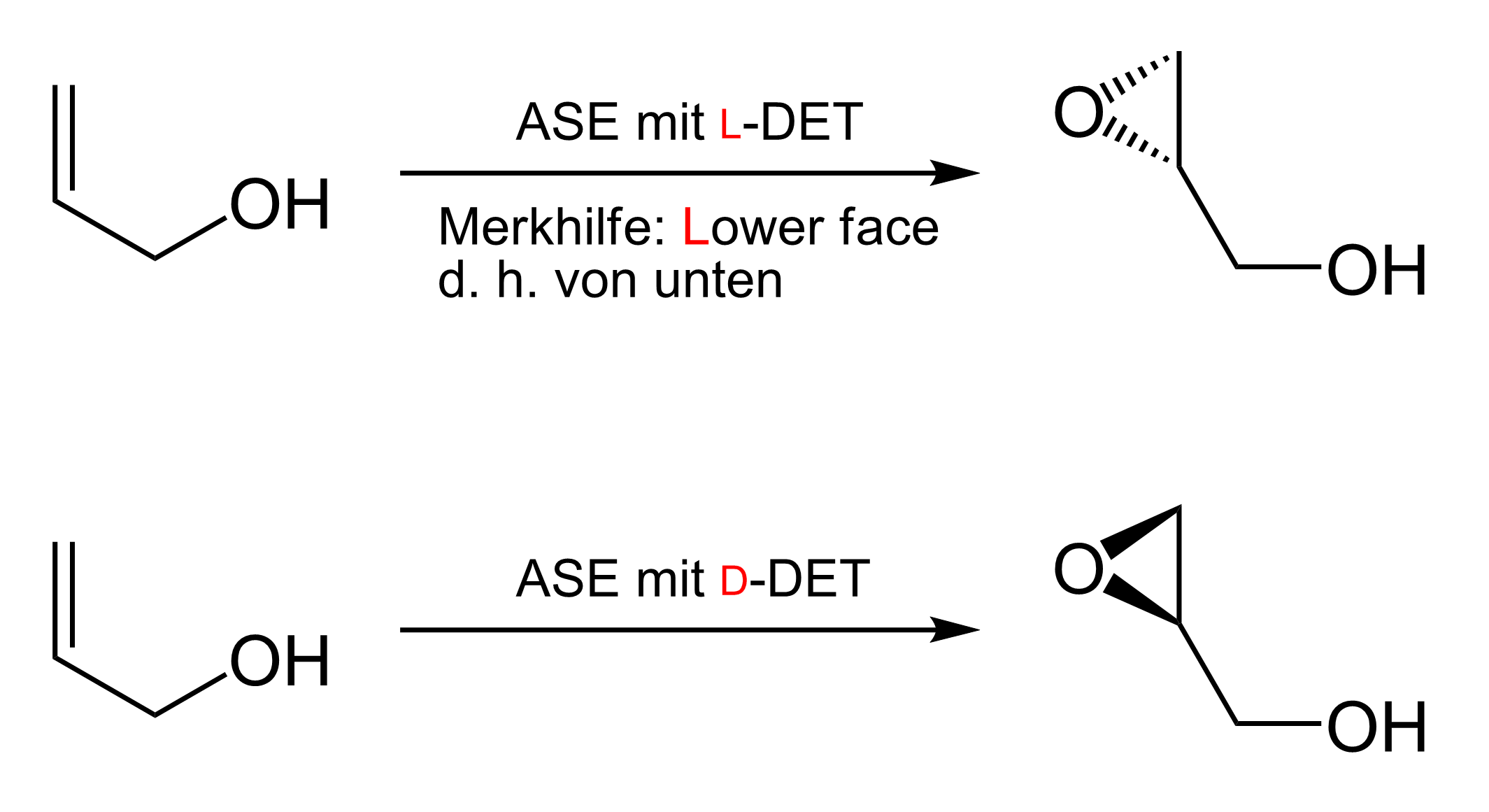
Merkhilfe zur Enantioselektivität der Sharpless-Epoxidierung
ASE: Asymmetrische Epoxidierung

## Alternative Reaktionen
Da sich die Sharpless-Epoxidierung ausschließlich auf Allylalkohole beschränkt, können gewöhnliche, nicht funktionalisierte Olefine (Alkene) alternativ durch die Jacobsen-Katsuki-Epoxidierung mit optisch aktiven Mn(III)-Komplexen oder die Shi-Epoxidierung zu Epoxiden (Oxiranen) umgesetzt werden.